# NGC 2902
NGC 2902 est une galaxie lenticulaire située dans la constellation de l'Hydre. NGC 2902 a été découverte par l'astronome germano-britannique William Herschel en 1785.

## Caractéristiques
Sa vitesse par rapport au fond diffus cosmologique est de 2 329 ± 24 km/s, ce qui correspond à une distance de Hubble de 34,4 ± 2,4 Mpc (∼112 millions d'al).  
À ce jour, quatre mesures non basées sur le décalage vers le rouge (redshift) donnent une distance de 36,850 ± 14,101 Mpc (∼120 millions d'al), ce qui est à l'intérieur des valeurs de la distance de Hubble.
NGC 2902 présente une large raie HI.

## Groupe de NGC 2902
NGC 2902 est la plus grosse et la plus brillante galaxie d'un petit groupe d'au moins trois membres qui porte son nom. Les deux autres galaxies du groupe de NGC 2902 sont MCG -2-24-23 et MCG -2-24-27.